# Норич
Норич (на английски: Norwich, произнася се /ˈnɒrɨdʒ/ или още /ˈnɒrɨtʃ/) е град в Източна Англия. Той е регионален административен център и столица на графство Норфолк.
Агломерацията на Норич се простира далеч отвъд официалните граници на града, обхващайки предградията в западна, северна и източна посока. Към Норич се причисляват селищата Коси, Хелесдън, Оулд Катън, Спроустън и Торп Сейнт Андрю и др.
Според преброяване от 2008 г. в Норич живеят почти 136 хиляди души, а агломерацията на града (на английски Travel to Work Area), наброява 367 035 души (за сравнение през 1991 г. броят им е бил едва над 351 хиляди души). Норич е и четвъртата най-гъсто населена област с местно управление в границите на Източна Англия със своите 3480 души/км2 (или още 8993 души/кв. миля).

## Статистика
В продължение на няколко века, още преди Индустриалната революция Норич е вторият град по големина след Лондон. Индустриализацията идва късно в Норич поради неговата изолация и липса на суровини.
През ноември 2006 г. градът е избран за „най-зеленият“ град в Обединеното кралство. Норич се превърна в сцена за отворени дискусии на публични места, познати още като meet in the street (запознай се на улицата), които се отнасят до социални и политически въпроси.
Според преброяването през 2001 г. 27,8% от жителите на Норич заявяват, че не принадлежат към „никоя религия“. Това е най-големият дял нерелигиозни хора в Англия.
От Норичката железопътна гара има връзки към Питърсборо и Лондон, а от 2004 има директни влакове и до Кеймбридж. Норич е град на железопътния транспорт. При пътуване с влак от Норич до Лондон пътниците пристигат на гара Ливърпул Стрийт.
Голям дял от населението на Норич използват ежедневно интернет. В неотдавнашна статия се предполага, че в сравнение с другите британски градове Норич е първи в класацията по дял от населението, който използва уебсайта за онлайн търговия eBay. От юли 2006 г. насам в града се простира и най-голямата безплатна Wi-Fi мрежа в Обединеното кралство.
През август 2007 г. Норич си спечелва място сред деветте финалисти в своята група в Международните награди за обитаеми общества ЛивКом. Градът в крайна сметка спечелва сребърна награда в категорията „малък град“.

## Архитектура
Норичкият градски пейзаж е богат на историческа архитектура. Средновековният период е представен от Норичката катедрала от XI в., Норичкият замък (в днешни дни музей) от XII в. и множество енорийски църкви. По време на Средните векове броят на църквите, намиращи се в границите на градските стени, достига 57, а 31 от тях съществуват и до днес. Тези факти вдъхновяват разпространението на регионалния анекдот, че в Норич има по една църква за всяка седмица от годината и по една кръчма за всеки ден. Повечето от средновековните сгради се намират в центъра на града.
Други значими примери за средновековна архитектура са Драконовата зала, построена около 1430 г., и Гилдхол, построена в периода 1407 – 1413 с направени впоследствие допълнения. След XVIII в. Томас Айвъри добива слава, построявайки Сградата на Събранието (1776), Осмоъгълната църква (1756) и къщата Св. Елена (1752) в земите около Голямата болница и иновативните спекулативни жилищни сгради на улица Съри (ок. 1761). Томас Айвъри не бива да се бърка с ирландския архитект, носещ същото име и живял през почти същата епоха.
През XIX в. се наблюдава силно разширение на размерите на града и на жилищната част, както и търговски сгради в градския център. Местният архитект от викторианската и едуардианската епоха, славещ се с голямо уважение от съгражданите си, е Джордж Скипър (1856 – 1948). Примери за неговата работа включват главната сграда на Норичкия съюз на улица Сърей, Кралската художествена ар нуво галерия, хотел дьо Пари в близкото градче Кромър и др. Неоготическата катедрала, посветена на Св. Джон и намираща се на Ърлъм Роуд, е започната през 1882 г. от Джордж Гълбърт Скот Младши и брат му Джон Олдрид Скот.
Градът продължава да расте през XX в. и голям дял от сегашната жилищна част и най-вече районите, разположени по-далече от центъра, датира от този период. Първата значима сграда, появила се след Скипър, е сградата на градското управление, отворена през 1938 г. Бомбардировките през Втората световна война носят значителна разруха на сградите в градския център, но поне не вземат много жертви. Голяма част от реконструкциите и ремонтите, настъпили след войната, са извършени от местния главен архитект Дейвид Пърсивъл. Въпреки това най-значимото постижение в архитектурна насока след опустошението на войната е откриването на университета на Източна Англия през 1964 г. Плановете му са дело на Дейвид Ласдън, но постройката не следва изцяло неговия замисъл. С течение на времето към университета се добавят пристройки от известни архитекти като Норман Фостър и Рик Мадър.
- Сградата на градското управление
- Брястовият хълм е напълно запазена средновековна улица
- Кравешката кула е разположена на брега на река Уенсъм
- Едно от общежитията на университета на Източна Англия, покрито със сняг

## Туризъм
Норич е популярна туристическа дестинация. Забележителностите на града включват Норичката катедрала, павираните улици, музеите на Стария Норич, Норичкия замък, Кравешката кула, Драконовата зала и Форумът. Освен това Норич е и една от десетте големи шопинг дестинации във Великобритания със своята смесица от вериги търговски сгради и независими магазини, както и Норчкия пазар – един от най-големите открити пазари в Англия.

## Спорт
Футболният клуб „Норич Сити“ е създаден на 17 юни 1902 г. Прякорът на отбора е „Канарчетата“. Състезава се във втория ешалон на Англия (Чемпиъншип), като тимът е рекордьор (6 пъти) по най-много влизания и изпадания от Висшата лига.

## Климат
| Месец                               | Януари    | Февруари  | Март      | Април     | Май       | Юни       | Юли       | Август    | Септември | Октомври  | Ноември   | Декември  | Годишно     |
| ----------------------------------- | --------- | --------- | --------- | --------- | --------- | --------- | --------- | --------- | --------- | --------- | --------- | --------- | ----------- |
| Средни високи температури в °C (°F) | 6,7 (44)  | 7,2 (45)  | 10 (50)   | 12,2 (54) | 15,6 (60) | 18,3 (65) | 21,1 (70) | 21,7 (71) | 18,3 (65) | 14,4 (58) | 10 (50)   | 7,8 (46)  | 13,9 (57)   |
| Средни ниски температури в °C (°F)  | 2,2 (36)  | 1,7 (35)  | 3,3 (38)  | 4,4 (40)  | 7,2 (45)  | 10 (50)   | 12,2 (54) | 12,2 (54) | 10,6 (51) | 7,8 (46)  | 4,4 (40)  | 3,3 (38)  | 6,7 (44)    |
| Валежи в mm (инча)                  | 41 (1,61) | 30 (1,18) | 34 (1,34) | 32 (1,26) | 31 (1,22) | 42 (1,65) | 42 (1,65) | 42 (1,65) | 44 (1,73) | 50 (1,97) | 50 (1,97) | 45 (1,77) | 483 (19,02) |

## Побратимени градове
|  | Държава   |  | Град                   |
|  | --------- |  | ---------------------- |
|  | Сърбия    |  | Нови Сад               |
|  | Германия  |  | Кобленц                |
|  | Франция   |  | Руан                   |
|  | Никарагуа |  | Ел Виехо (неофициално) |

## Известни личности
През своята история Норич е свързван с радикални политици, неконформистка религия, политически разкол и либерализъм. В града се раждат и множество други значими хора, работещи в други области на живота и то най-вече изкуствата. Известни минали имена, свързвани с града включват:
- Елизабет Бентли (1767 – 1839) – автор на „Детски разкази в стихотворения“, живяла на ул. „Сейнт Стивънс Скуеър“, №45, Норич.
- Джордж Бъроу (1803 – 1881) – писател и пътешественик. През ранните си години Бъроу живее на Уилоу Лайн
- Сър Томас Браун (1605 – 1682) – лекар, енциклопедист и философ, интересуващ се от библейските текстове и апокрифи.
- Едит Кавъл (1865 – 1915) е родена в Суардстън, 4 мили южно от Норич. Тя е медицинска сестра по време на Първата световна война и е екзекутирана от немците, защото помага на войници от Антантата да избягат, което е против военния закон. Гробът ѝ е в близост до Норичката катедрала.
- Елизабет Фрай (1780 – 1845) – реформаторка на затворническите закони и филантроп, тя е родена в Гърней Корт на улица Магдален.
- Уилям Джаксън Хукър (1785 – 1865) – ботаник.
- Юлиана от Норич – светица от средновековието, авторка на Откровенията на божествената любов – първата книга в английската литература, написана от жена.
- Хариет Мартино (1802 – 1876) – икономист, дъщеря на норички индустриалец. Тя страда от разклатено здраве и глухота през целия си живот. Авторка на множество книги по редица проблематики и въпроси.
- Сър Джон Милс (1908 – 2005) е английски актьор, участвал в повече от 120 филма. Роден е в Северен Елмъм в Норфолк. Милс получава образование в Норичката мъжка гимназия. Записва се в местния отбор ФК „Норич Сити“ през 20-те години на XX в., но решава да направи кариера като актьор.
- Адмирал Хорацио Нелсън учи в Норичкото училище от 1767 до 1768 г. Роден е в градчето Бърнъм Торп, разположено в близост до Норич.
- Амелиа Опи (1769 – 1853) – писателка и квакерка. През 1825 г. драстично променя своя живот, за да стане член на Общността на приятелите.
- Матю Паркър (1504 – 1575) – архиепископ на Кентърбъри.
- Джордж Скипър (1856 – 1948) – архитект, проектирал множество от сградите в града и в околностите.
- Джеймс Едуард Смит – ботаник.

Край Норич са създадени породите норуички и норфолкски териер.